# Syngonanthus albopulvinatus
Syngonanthus albopulvinatus är en gräsväxtart som först beskrevs av Harold Norman Moldenke, och fick sitt nu gällande namn av Harold Norman Moldenke. Syngonanthus albopulvinatus ingår i släktet Syngonanthus och familjen Eriocaulaceae. Inga underarter finns listade i Catalogue of Life.